# Хвоса (ліва притока Південного Бугу)
Хвоса (Пастуша, Велика Руда) — річка в Україні, у Жданівській сільській та Хмільницькій міській громадах Хмільницького району Вінницької області. Ліва притока Південного Бугу.

## Опис
Бере початок у селі Українське, тече спочатку на південний схід  між селами Війтівці та Качанівка, між селами Малий Митник і Великий Митник повертає на захід, у селі Будків повертає на південь і впадає у Південний Буг на північно-східній околиці міста Хмільник за 650 км від його гирла.
Довжина річки - 24 км, площа басейну - 144 км².

## Притоки
Липова (Медунка) — ліва притока у Війтівецькій сільській громаді Хмільницького району Вінницької області. Довжина річки - 5 км, площа басейну - 13  км². Протікає через села Семки та Качанівка. Впадає у Хвосу за 15 км від її гирла.
Піщанка - права притока у Жданівській та Хмільницькій громадах. Починається у селі Дібрівка, тече на південний схід і впадає у хвосу у селі Будків за 2 км від її гирла. Довжина річки - 6 км, площа басейну - 11,8  км².